# بر (دلاویر)
بر (به انگلیسی: Bear) یک منطقهٔ مسکونی در ایالات متحده آمریکا است که در شهرستان نیوکاسل، دلاویر واقع شده‌است. بر ۱۴٫۹ کیلومتر مربع مساحت و ۱۹٬۳۷۱ نفر جمعیت دارد و ۲۱ متر بالاتر از سطح دریا قرار دارد.